# Latumer Bruch mit Buersbach, Stadtgräben und Wasserwerk
Latumer Bruch mit Buersbach, Stadtgräben und Wasserwerk este o arie protejată (arie specială de conservare — SAC, sit de importanță comunitară — SCI) din Germania întinsă pe o suprafață de 297,74 ha, integral pe uscat.

## Localizare
Centrul sitului Latumer Bruch mit Buersbach, Stadtgräben und Wasserwerk este situat la coordonatele 51°19′05″N 6°39′17″E / 51.3181°N 6.6547°E.

## Înființare
Situl Latumer Bruch mit Buersbach, Stadtgräben und Wasserwerk a fost declarat sit de importanță comunitară în mai 2004 pentru a proteja 2 specii de animale. Situl a fost protejat și ca arie specială de conservare în iunie 2017.

## Biodiversitate
Situată în ecoregiunea atlantică, aria protejată conține 5 habitate naturale: Lacuri eutrofice naturale cu vegetație de tip Magnopotamion sau Hydrocharition, Liziere de ierburi înalte hidrofile de câmpie și de nivel montan până la alpin, Fânețe de joasă altitudine (Alopecurus pratensis, Sanguisorba officinalis), Păduri de stejar sau de stejar și carpen sub-atlantice și medio-europene de Carpinion betuli, Păduri aluvionare cu Alnus glutinosa și Fraxinus excelsior (Alno-Padion, Alnion incanae, Salicion albae).
La baza desemnării sitului se află mai multe specii protejate:
- amfibieni (1): triton cu creastă (Triturus cristatus)
- nevertebrate (1): phengaris nausithous (Maculinea nausithous)